# 본국
본국, 키 스테이션(key station), 플래그십 스테이션(flagship station)은 방송에서 텔레비전 네트워크를 시작하는 방송국이거나 네트워크나 방송국의 브랜딩 및 소비자 충성도에 중요한 역할을 하는 특정 라디오 또는 텔레비전 프로그램을 방영하는 방송국이다이다. 여기에는 직접 네트워크 피드와 방송 신디케이션이 모두 포함되지만 일반적으로 백홀(backhaul)은 포함되지 않는다. 모든 네트워크나 쇼에 본국이 있는 것은 아니다. 일부는 전용 녹음실이나 텔레비전 스튜디오에서 시작되기 때문이다.
'플래그십 스테이션'이라는 용어는 해군 군함 그룹의 지휘관이 구별되는 깃발(플래그)을 휘날리는 해군 관습에서 유래되었다. 일반적으로 "플래그십"은 이제 그룹의 가장 중요하거나 선두적인 구성원을 의미하는 데 사용되므로 방송에서 다양하게 사용된다. 이 용어는 주로 미국, 캐나다, 필리핀의 TV와 라디오에서 사용되는 반면(거의 사용되지는 않음), 키 스테이션(일본어: キー局, 키국)이라는 용어는 일본의 텔레비전에서 주로 사용된다. (이전에는 미국에서 사용된 적이 있음)